# Arie de Jong (Linguist)

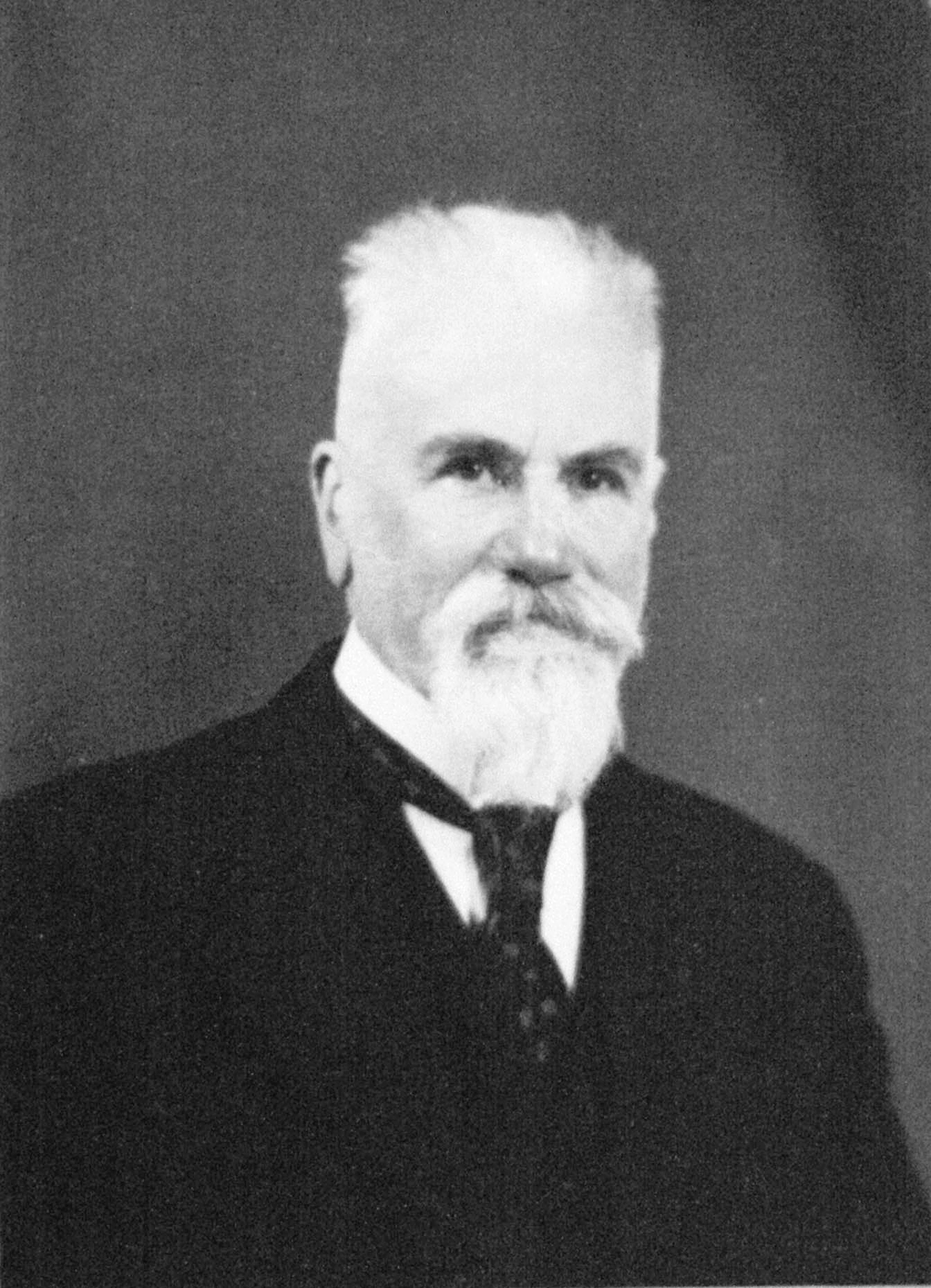
Arie de Jong

Arie de Jong (* 18. Oktober 1865 in Batavia; † 12. Oktober 1957 in Putten) war ein niederländischer Reformer der Plansprache Volapük und gilt als eine der wichtigsten Persönlichkeiten in der Geschichte des Volapük.

## Junge Jahre
Arie de Jong wurde in Niederländisch-Indien geboren. 1873 zog seine Familie nach Leiden, wo De Jong von 1873 bis 1883 das Gymnasium besuchte. Er studierte anschließend von 1883 bis 1891 Medizin an der Universität Leiden. Im Februar 1891 erhielt er sein Arztdiplom. Im März 1891 ging er als Militärarzt nach Indien. Am 8. September desselben Jahres promovierte er in Freiburg mit einer Dissertation über Diuretin.

## Medizinische Laufbahn

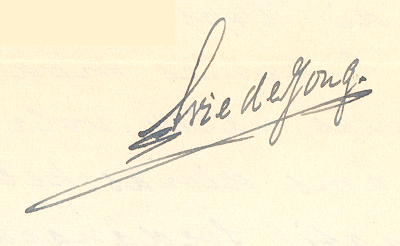
Unterschrift

Am 18. Februar 1892 heiratete de Jong in Ginneken Maria Elisabeth Wilhelmina Clarkson. Das Paar reiste am 22. März 1892 per Schiff nach Niederländisch-Indien. Unterwegs starb Maria jedoch. Nach der Ankunft in Batavia (heute Jakarta) begab sich De Jong an seinen Dienstort Makassar.
1893 wurde er nach Bonthain (heute Bantaeng) versetzt, 1896 nach Padang und 1898 nach Sintang. In Sintang heiratete er Elise Marie Wilhelmine Gerardine Chavannes. Das Paar hatte zwei Kinder. Eines wurde tot geboren, das andere starb ein Jahr nach der Geburt. Im Jahr 1900 wurde De Jong Arzt erster Klasse. In den folgenden Jahren wurde er noch einige Male versetzt.
Im Jahr 1904 nahm sich de Jong ein Jahr frei. Diese Zeit verbrachte er in Europa. 1905 kehrte er nach Niederländisch-Indien zurück. Er wurde nach Plantungan versetzt, 1908 nach Jogjakarta und 1911 nach Magelang. Ende 1914 wurde er zum Arzt erster Klasse befördert. 1915 wurde er nach Malano versetzt.
Zu dieser Zeit fand in Niederländisch-Indien eine große Umstrukturierung statt, bei der Arie de Jong eine wichtige Rolle spielte, insbesondere im Kampf gegen viele tropische Krankheiten. Nach dem Tod seiner zweiten Frau im Jahr 1919 kehrte Arie de Jong in die Niederlande zurück. Er ließ sich in Den Haag nieder, wo er 1921 Louise van Dissel heiratete. Sie hatten drei Kinder: Louisa Cornelia (1922), Arie de Jong Jr. (1924) und Gijsbertus Hendrienus (1926).

## Volapük
Während seines Studiums in Leiden hatte Arie de Jong die Plansprache Volapük kennengelernt und begonnen, sie zu lernen. Am 20. März 1891 erhielt er sein Diplom als Lehrer für Volapük. Am 15. Mai 1893 wurde er zum Professor für Volapük befördert.
Während seines Aufenthalts in Niederländisch-Indien behielt er sein Interesse an der Sprache bei, wie auch aus seiner Korrespondenz mit verschiedenen Volapük-Praktikern hervorgeht. Am 5. Juni 1901 wurde er „Volapük-Akademiker“ und 1930 erhielt er den Rang eines „Cifal“, den höchsten Rang in der Welt des Volapük.
Zusammen mit dem Erfinder des Volapük, Johann Martin Schleyer, baute De Jong eine starke Anhängerschaft für Volapük auf. Er gründete den Volapükaklub Valemik Nedänik (Niederländischer Universeller Volapük-Club) und rief die Volapükagased pro Nedänapükans (Volapükzeitung für Niederländer) ins Leben, eine unabhängige Zeitung in Volapük, die von 1932 bis 1963 erschien.
De Jong verfasste auch eine Volapük-Grammatik und ein deutsches-Volapük-Wörterbuch mit dem Titel Wörterbuch der Weltsprache (Woordenboek van de Wereldtaal). Er übersetzte das Neue Testament aus dem Griechischen ins Volapük, ebenso wie viele andere literarische Werke.

## Werke
- 1929. Kurze Volapük-Grammatik. revidiert von Arie de Jong, bestätigt von Albert Sleumer. Druck als Manuskript von Jakob Sprenger.
- 1931. Gramat Volapüka., erste Ausgabe von Dr. Arie de Jong, autorisiert durch die Volapük Academy. Leiden (Holland): Bookstore and Printer E. J. Brill.
- 1931. Wörterbuch der Weltsprache. Vodabuk Volapüka pro Deutänapükans. Sechste Auflage, Brill, Leiden.
- 1932. Leerboek der Wereldtaal. von Dr. Arie de Jong, Mitglied der Volapük Academy. Voorburg (Holland): Druck von „Repko“.
- 1952. Aperçu de la Volapük. Gams: Sprenger. (Kurze Volapük-Grammatik übersetzt ins Französische)
- 1952. Short grammar of Volapük. Gams: Sprenger. (Kurze Volapük-Grammatik übersetzt ins Englische)
- 2012. Wörterbuch der Weltsprache für Deutschsprechende: Vödabuk Volapüka pro Deutänapükans. Neue Ausgabe des Wörterbuchs von 1931. Cathair na Mart: Evertype, ISBN 978-1-904808-89-3
- 2012. Gramat Volapüka. Neus Ausgabe der Grammatik von 1931. Cathair na Mart: Evertype, ISBN 978-1-904808-94-7